# 펀랜드

펀랜드의 위치

펀랜드(영어: Fenland)는 잉글랜드 케임브리지셔주에 위치한 비도시 자치구로 중심 도시는 마치이며 인구는 97,732명(2014년 기준), 면적은 546.45km2이다.